# Пригода Вальтера Шнафса
«Приго́да Ва́льтера Шна́фса» (фр. L'Aventure de Walter Schnaffs) — новела французького письменника Гі де Мопассана, видана у 1883 році. Сюжет твору є гумористичною оповіддю про вигаданий епізод Французько-прусської війни.

## Історія
Ця новела вперше була надрукована в газеті «Le Gaulois» 11 квітня 1883 року. Автор присвятив її Роберові Пеншону — другу дитинства родом з Руана, з яким він зберіг близькі стосунки і в зрілому віці. Цього ж року Гі де Мопассан опублікував новелу в книжковому форматі в збірці «Бекасові казки».
Український переклад цього твору здійснив Борис Козловський. Уперше новела побачила світ у видавництві «Дніпро», у восьмитомному зібранні творів Гі де Мопассана, вдруге — У 1990 році у двотомнику вибраних творів письменника.

## Сюжет
Вальтер Шнафс — добропорядний прусський чоловік, що залишив вдома жінку з дітьми, а зараз вимушений крокувати воєнними шляхами по чужій для нього Франції. Військова справа йому зовсім не до вподоби, до того ж огрядному Вальтерові фізично важко витримувати армійські навантаження. Та ось під час розвідки на шнафсів загін нападають французькі вояки. Ледь забачивши їх, Шнафс тут же рятується стрибком у яр. Ночівля в лісових корчах мучить його як страхом смерті від рук супротивника, так і страхом голодної смерті, яка товстуну Вальтеру ввижається дуже реальною. Єдиним безпечним виходом з усіх цих небезпек він бачить полон.
Щоби здатися французам, він вирушає до найближчого замку. Шнафс заглядає у вікно нижнього поверху, яке на щастя виявляється вікном кухні, але там він зустрічає достойного «супротивника» — вісім слуг виявляються не меншими страхополохами, ніж він сам, і від видива прусського шолома у вікні тут же рятуються втечею. Збентежений Шнафс просто сідає за стіл, а після ситної вечері тут же засинає.
Тим часом замкові слуги звертаються по допомогу до народного ополчення у найближчому містечку Ля-Рош-Уазель. П'ятдесят національних гвардійців оточили замок і стрімким штурмом оволоділи фортецею. Заспаний Шнафс опинився в полоні, як він і мріяв. Французькі солдати звітують начальству про «запеклий бій і численні втрати противника», полковника гвардії, крамаря Рат'є, нагороджують орденом за звитягу.

## Аналіз твору
На відміну від інших новел Гі де Мопассана, які мають сатиричний характер, ця просякнута м'яким гумором. Хоча письменник був затятим патріотом і не приховував своєї зневаги до прусської навали (наприклад, у новелах «Два приятелі», «Тітка Соваж», «Дядько Мілон», «Мадемуазель Фіфі»), у цьому творі він однаково висміює лякливість як прусських, так і французьких солдатів. Обидві сторони конфлікту радше вдають воєнні дії, ніж насправді виконують якісь маневри. У цьому полягає прихований авторський натяк: війна потрібна лише високопосадовцям, а прості люди по обидві лінії фронту однакові і їх турбують одні й ті самі проблеми: нерозуміння механізму війни, страх за полишених рідних і власне життя, недарма Шнафс капітулює фактично не перед супротивником, а перед суто тваринним почуттям голоду.